# Moritz Zielke

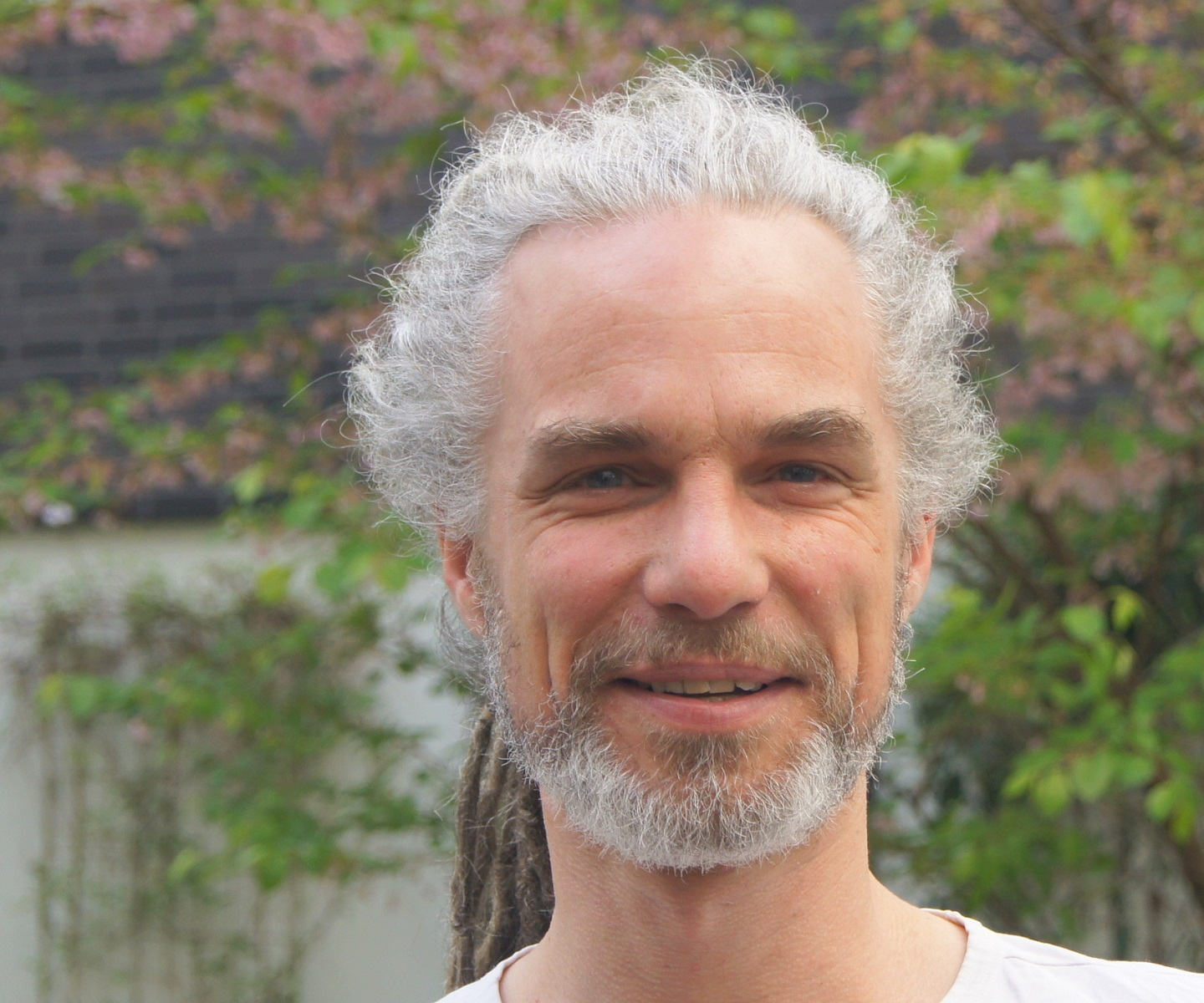
Moritz Zielke (2018)

Moritz Zielke (* 21. September 1973 in Bremen) ist ein deutscher Schauspieler. Er wurde als Momo Sperling in der ARD-Serie Lindenstraße bekannt.

## Leben
Nach seinem Abitur 1993 absolvierte er ein Studium, das er als Diplom-Designer abschloss. Als Schauspieler wurde er vor allem als Momo Sperling in der ARD-Serie Lindenstraße bekannt. Seinen ersten Auftritt hatte er im Juli 1992 (Folge 346). Seitdem machte er in seiner Rolle vor allem als ehemaliger Lebensgefährte und Vater der beiden Kinder von Iffi Zenker (Rebecca Siemoneit-Barum) und als Totschläger seines Vaters Kurt Sperling (Michael Marwitz) auf sich aufmerksam. 
Privat macht er Musik (Schlagzeug, Didgeridoo) und spielt in der elfköpfigen Band Gaianaut sowie bei XPQ-21. Er hat zwei Töchter aus einer früheren Beziehung und führt zusammen mit der Architektin Wibke Schaeffer, die zwei Kinder mit in die gemeinsame Ehe brachte, in Köln eine Firma für nachhaltiges Design und ökologische Innenarchitektur. Er hat an der FH Dortmund einen Lehrauftrag für Designgeschichte.

## Filmografie
- 1985: Kinder als Reporter (Mehrteiler, Radio Bremen)
- 1988: Geschichten aus der Heimat (Fernsehserie, 1 Folge)
- 1988: 150 Jahre Fotografie (Zwölfteilige Informationsserie, ZDF)
- 1992–2017, 2020: Lindenstraße (Fernsehserie, 490 Folgen)
- 1995: Entführung aus der Lindenstraße (Fernsehfilm)
- 1997: Das erste Semester
- 1998: SOKO München (Fernsehserie, 1 Folge)
- 2003: Die Schönste aus Bitterfeld
- 2014: Alarm für Cobra 11 – Die Autobahnpolizei (Fernsehserie, 1 Folge)
- 2017: SOKO Wismar (Fernsehserie, 1 Folge)